# Majorian

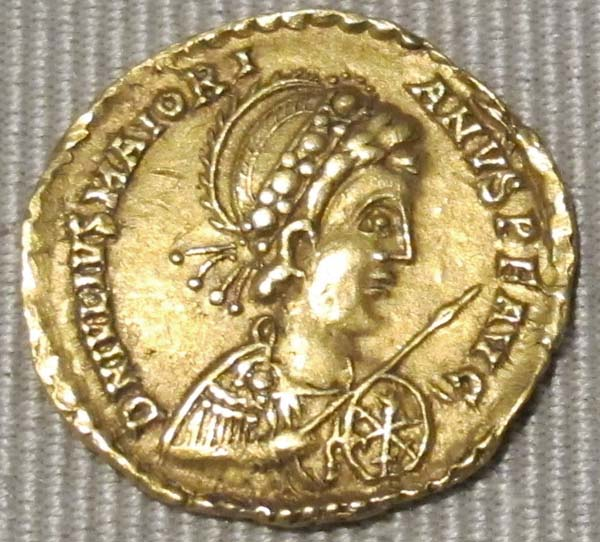
Un solidus de aur scos la iveală la Arles, emis în 457-461, îl arată pe Maiorian ca împărat de Apus.

Iulius Valerius Maiorianus (n. anii 420 d.Hr., Galia romană, Roma Antică – d. 7 august 461 d.Hr., Tortona, Piemont, Italia), cel mai cunoscut ca Majorian, a fost un împărat roman de apus din 457 până la moartea sa. Majorian a fost detronat și asasinat de generalul roman Ricimer. 

## Biografie
Majorian a fost un general roman capabil, care l-a detronat pe împăratul Avitus în anul 457, apoi i-a succedat. Majorian a fost ultimul împărat care a depus eforturi îndelungate pentru a restabili, cu ajutorul forțelor lui, integritatea Imperiului roman de Apus. Neavând decât Italia, Dalmația și câteva ținuturi din nordul Galiei, Majorian a întreprins incursiuni militare agresive, timp de 3 ani, împotriva dușmanilor imperiului. Aceia care i-au urmat la tron, până la prăbușirea imperiului, chiar până, cel târziu, în anul 480, au fost, de fapt, unelte la dispoziția generalilor lor barbari ori aleși și manipulați de împărații romani de răsărit. 
După ce a zdrobit un atac al vandalilor din Italia, Majorian a lansat o campanie împotriva Regatului vizigot din sudul Galiei. După ce l-a bătut pe regele Teodoric al II-lea la Lupta de la Arelate, Majorian i-a obligat pe vizigoți să renunțe la controlul lor din Septimania și Hispania Tarraconensis și să accepte din nou statutul de foederati. Majorian, pe urmă, a atacat Primul regat burgund, bătându-i la Asediul din Lugdunum, forțându-i să plece din Valea Ronului, apoi făcându-i să fie, și ei, foederati. 
În 460, Majorian a plecat din Galia romană pentru a-și întări stăpânirea din Hispania. Generalii lui au întreprins o campanie împotriva Regatului suevilor, aflat în partea de nord-vest a Hispaniei (a Peninsulei Iberice), zdrobindu-i în luptele de la Lucus Augusti și Scallabis, apoi reducându-i la statutul de foederati. Flota lui, pregătită pentru a recăpăta nordul Africii de la vandali, i-a fost nimicită, din vina trădării. 
Majorian a încercat să reformeze administrația imperială, pentru a o face eficientă și să fie cinstită cu toți. Un general roman puternic, Ricimer, l-a detronat și l-a omorât pe Majorian, care a ajuns urât de patricienii din Senat, din cauza reformelor lui, și care au dorit să se descotorosească de el. 

Istoricul englez Edward Gibbon l-a descris pe Majorian așa: "reprezintă o descoperire îmbucurătoare a unei figuri importante și vitejești, care apare pe scena lumii din când în când, într-o eră decăzută, pentru a spăla cinstea neamului omenesc" (din multivolumul Istoria declinului și a dispariției Imperiului roman, publicat în 1776-1789, capitolul XXXVI ("Total Extinction Of The Western Empire" – Dispariția completă a Imperiului de Apus)). 
1. 1 2   https://www.livius.org/articles/person/majorian/ Lipsește sau este vid: |title= (ajutor)
2. 1 2  Encyclopædia Britannica Online
3. ↑  IdRef, accesat în 5 martie 2020